# Laocoonte y sus hijos
Laocoonte y sus hijos es un grupo escultórico griego de datación controvertida, aunque suele considerarse una obra original de principios de la era cristiana. Es una de las esculturas antiguas más famosas desde que fue desenterrada en Roma en 1506. Es muy probable que la estatua sea la misma que fue elogiada en los más altos términos por Plinio el Viejo, el principal escritor romano sobre arte. La obra es de un tamaño algo mayor que el natural, de 2,42 m de altura y está ejecutada en mármol blanco. Se encuentra en el Museo Pío-Clementino perteneciente a los Museos Vaticanos de Roma, y junto al Torso del Belvedere es el único original griego del antiquarium. Representa la muerte del sacerdote troyano Laocoonte, o Laoconte, castigado por los dioses a morir estrangulado por serpientes marinas junto a sus dos hijos, Antífante y Timbreo. 
El grupo de Laocoonte ha sido llamado «el icono prototípico de la agonía humana» en el arte occidental. A diferencia de la agonía a menudo representada en el arte cristiano que representa la Pasión de Jesús y los mártires, el sufrimiento que se muestra en esta estatua no ofrece ningún poder redentor ni recompensa. La agonía se transmite a través de las expresiones contorsionadas de los rostros, en particular las cejas abultadas de Laocoonte, que Guillaume-Benjamin Duchenne calificó de imposibles fisiológicamente. Estas expresiones se reflejan en los cuerpos que luchan desesperadamente, especialmente el de Laocoonte, en el que cada parte de su cuerpo se muestra en tensión.
Plinio atribuyó la obra, entonces en el palacio del emperador Tito, a tres escultores griegos de la isla de Rodas: Agesandro, Polidoro y Atenodoro de Rodas (pertenecientes a la Escuela de Rodas del periodo helenístico), pero no menciona la fecha ni el mecenas. En cuanto a estilo, se la considera «uno de los mejores ejemplos del barroco helenístico» y sin duda inscrita en la tradición griega. Sin embargo, su origen es incierto, ya que no se sabe si es una obra original o una copia de una escultura de bronce anterior. Algunos creen que es una copia de una obra de principios del periodo imperial, mientras que otros piensan que es una obra original de un periodo posterior, continuadora del estilo pergamino de unos dos siglos antes. En cualquier caso, probablemente fue encargada para la casa de un romano rico, posiblemente de la familia imperial. Las fechas sugeridas para la estatua oscilan entre el 200 a. C. y la década de 70 d. C., siendo actualmente la fecha Julio-Claudiana (entre 27 a. C. y 68 d. C.) la preferida.
A pesar de encontrarse en un estado excelente en general para tratarse de una escultura excavada, al grupo le faltan varias partes y ha sufrido varias modificaciones y restauraciones antiguas desde su excavación.

## Historia

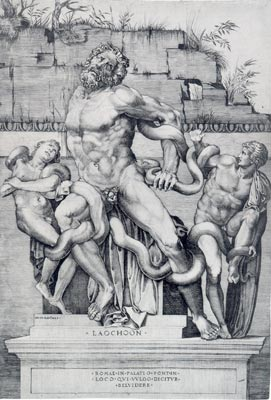
Grabado de Marco Dente mostrando la escultura tal y como fue encontrada.

### Antigüedad
Hay consenso en que el estilo de la obra es el del «barroco pergamino» helenístico que surgió en la Asia Menor griega hacia el año 200 a. C., y cuya obra más conocida de la que no hay duda de que sea original es el Altar de Pérgamo, fechado hacia 180-160 a. C. y actualmente en Berlín. En él, la figura de Alcioneo se muestra en una pose y situación (con todo y serpientes) muy similares a las de Laocoonte, aunque el estilo es «más suelto y salvaje en sus principios» que el del altar.
La ejecución del Laocoonte es extremadamente fina en su totalidad, y la composición muy cuidadosamente calculada, aunque parece que el grupo sufrió ajustes en la antigüedad. Los dos hijos son más bien pequeños en comparación con su padre, pero esto aumenta el impacto de la figura central. A menudo se piensa que el fino mármol blanco utilizado es griego, pero no se ha identificado mediante análisis.

En el estudio de Plinio sobre la escultura en piedra griega y romana en su enciclopédica Historia Natural (XXXVI, 37), afirma que:
.... en el caso de varias obras de gran excelencia, el número de artistas que han trabajado en ellas ha demostrado ser un obstáculo considerable para la fama de cada una, ya que ningún individuo puede acaparar todo el mérito, y es imposible concederlo en la debida proporción a los nombres de los varios artistas combinados. Tal es el caso del Laocoonte, por ejemplo, en el palacio del emperador Tito, una obra que puede considerarse preferible a cualquier otra producción del arte de la pintura o de la estatuaria [de bronce]. Está esculpida a partir de un solo bloque, tanto la figura principal como los niños y las serpientes con sus maravillosos pliegues. Este grupo fue realizado conjuntamente por tres eminentes artistas, Agesandro, Polidoro y Atenodoro, nativos de Rodas.
En general, se acepta que se trata de la misma obra que se encuentra actualmente en el Vaticano. En la actualidad, es muy frecuente pensar que los tres rodios eran copistas, tal vez de una escultura de bronce de Pérgamo, creada hacia el año 200 a. C. Llama la atención que Plinio no aborde explícitamente esta cuestión, de manera que sugiere que «la considera original». Plinio afirma que se encontraba en el palacio del emperador Tito, y es posible que permaneciera en el mismo lugar hasta 1506. También afirma que fue tallada en una sola pieza de mármol, aunque la obra vaticana consta de al menos siete piezas entrelazadas.

### Renacimiento
Este grupo escultórico era conocido por descripciones antiguas, pero se creía perdido. Fue descubierto el 14 de enero de 1506 en una viña cercana a Santa María la Mayor, terreno propiedad de Felice de Fredis, que se encontraba en el Esquilino romano y que en tiempos antiguos había sido parte de la Domus Aurea de Nerón y luego del palacio del emperador Tito. El papa Julio II envió al arquitecto Giuliano de Sangallo, quien junto a Miguel Ángel identificó la escultura como la descrita por el autor romano Plinio el Viejo en su obra enciclopédica Naturalis Historia. Plinio escribió unos comentarios laudatorios sobre la obra que vio en el palacio del emperador Tito hacia el año 70:

Debe ser situada por delante de todas, no solo del arte de la estatuaria sino también del de la pintura. Fue esculpida en un solo bloque de mármol por los excelentes artistas de Rodas Agesandro, Polidoro y Atenodoro y representa a Laocoonte, sus hijos y las serpientes admirablemente enroscadas.
Plinio el Viejo.

Francesco da Sangallo, más tarde escultor, escribió un relato del descubrimiento de la escultura más de 60 años después:

La primera vez que estaba en Roma cuando era muy joven, el papa recibió la noticia del descubrimiento de algunas muy bellas estatuas en un viñedo cerca de Santa María La Mayor. El papa ordenó a uno de sus ayudantes que se apresurara y dijera a Giuliano da Sangallo que fuera y las viera. Así que salió inmediatamente. Ya que Michelangelo Buonarroti se encontraba siempre en nuestra casa, mi padre, habiéndole citado y habiéndole asignado el encargo del mausoleo del papa, quería que él también le acompañara. Me uní a mi padre y nos fuimos. Descendí hasta donde estaban las estatuas cuando inmediatamente mi padre dijo: “Eso es el Laoconte que dice Plinio”. Entonces cavaron el hoyo más grande para que pudieran sacar la estatua. Tan pronto como fue visible todos empezaron a dibujar, conversando todo el tiempo sobre cosas antiguas, charlando también sobre las que estaban en Florencia.
Francesco da Sangallo.

Cuando fue descubierta le faltaban los brazos derechos de Laocoonte y de uno de sus hijos, y la mano derecha del otro hijo; también faltaban algunas partes de las serpientes. De su estado en ese momento quedan como testimonio las copias que hizo el grabador Giovanni Antonio da Brescia: un dibujo (conservado ahora en Düsseldorf, Alemania) y un grabado que contribuyó a su rápida fama.

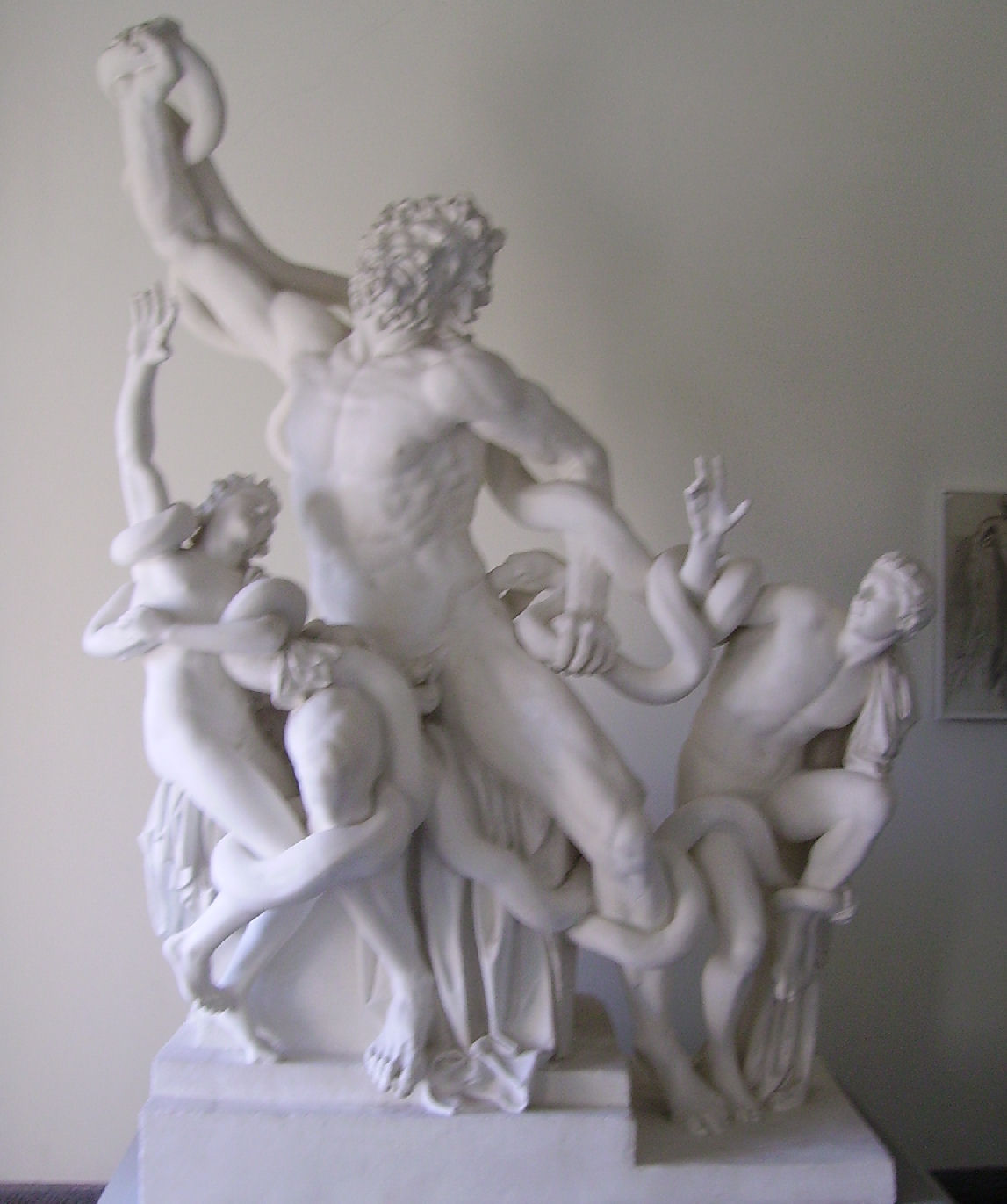
Copia, en Mannheim, del grupo tal y como estaban representados los brazos añadidos antes de la última restauración.

Se decidió restaurar el grupo escultórico y hubo controversia sobre cómo debería haber sido el gesto del brazo que le faltaba al padre. Miguel Ángel propuso restaurar el brazo del padre en posición de flexión; el artista llegó a realizar dicho brazo, pero no llegó a ponérselo y actualmente se expone junto al grupo escultórico. Amico Aspertini también realizó un dibujo con la misma posición del brazo, y en 1525, Baccio Bandinelli realizó una copia de todo el grupo con una posición parecida para el papa León X, copia que se encuentra en la Galería de los Uffizi de Florencia. Tanto Miguel Ángel como Sangallo aconsejaron a Julio II que adquiriera la obra, quien, tras unas breves negociaciones, compró la obra por una gran cantidad monetaria —más de 600 ducados—. En 1509, Julio II mandó trasladarla al Vaticano junto a otras dos esculturas, el Apolo de Belvedere y la Venus Felix, instalándolas en tres nichos del Patio Octogonal del Belvedere, que hoy forma parte de los Museos Vaticanos. El rey Francisco I de Francia obtuvo el permiso del papa para la realización de varios moldes; para realizar la copia envió a Francesco Primaticcio, quien los hizo en 1540. Estos moldes sirvieron para hacer una escultura de bronce que fue instalada en el Palacio de Fontainebleau.

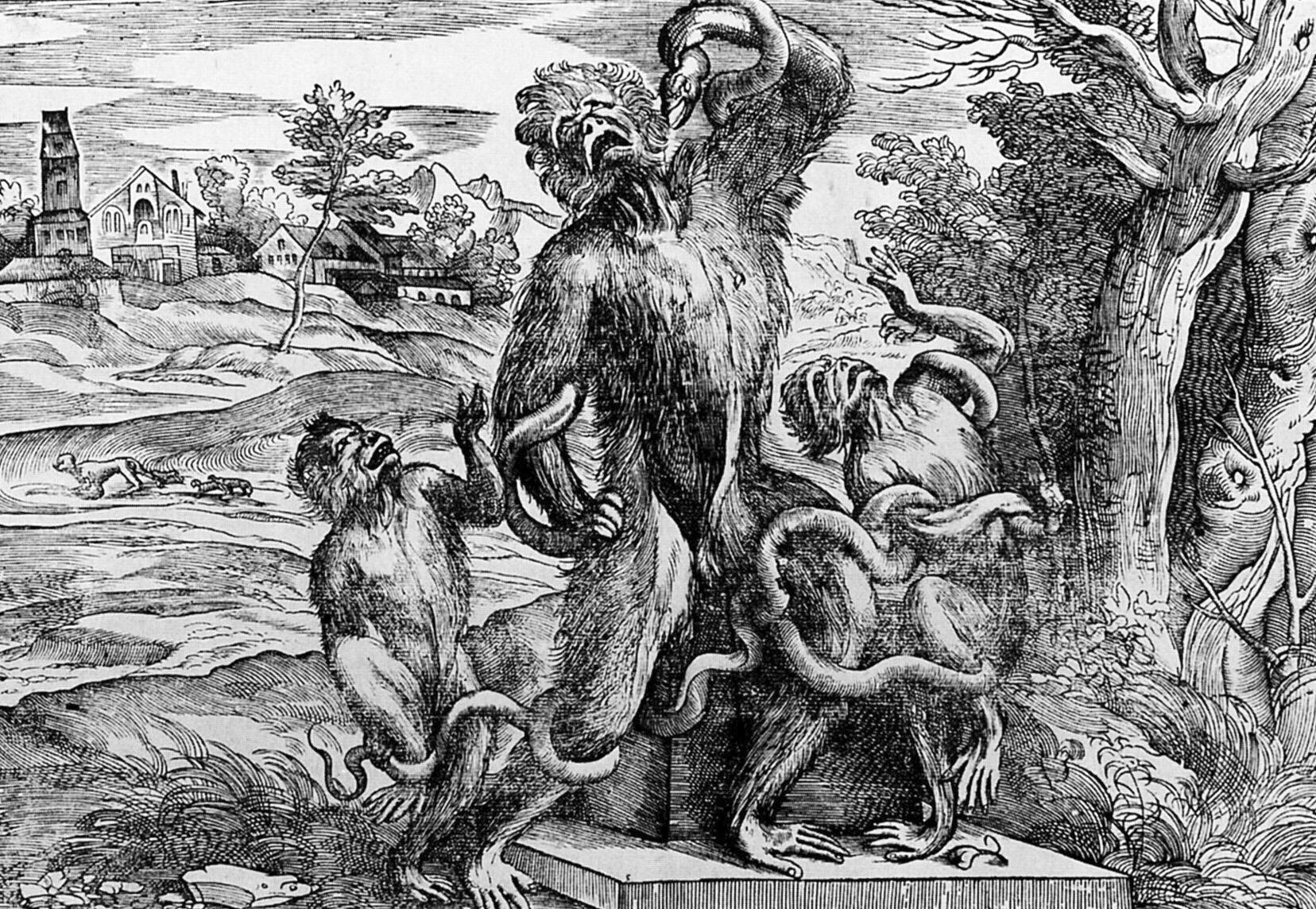
Parodia de la escultura, donde las figuras humanas son reemplazadas por monos. Caricatura diseñada por Tiziano y grabada por Niccolò Boldrini.

Una primera restauración realizada por Bandinelli con cera, donde representó el brazo doblado, fue modificada en 1532 por Giovanni Angelo Montorsoli, que realizó la restauración en terracota y con el brazo de Laocoonte estirado. Entre los que criticaron esta restauración se encontraba Tiziano, quien realizó un dibujo en el que representaba a Laocoonte y sus hijos como si fueran tres monos. Esta caricatura fue grabada por Niccolò Boldrini.
En el siglo XVIII, el escultor Agostino Cornachini volvió a restaurar la obra, cambiando el material de la restauración por mármol y aprovechó para cambiar el brazo del hijo, modificando el gesto de este, que también fue estirado. El año 1798, tras la firma del Tratado de Tolentino, el grupo fue trasladado a París por el ejército de Napoleón como parte del botín de guerra durante su campaña en Italia, pero sin los elementos añadidos, y puesta en el Museo del Louvre hasta su devolución al Vaticano en 1816, cuando se le volvieron a añadir.
En 1905, el arqueólogo Ludwig Pollack identificó el brazo original, encontrándolo en una vieja tienda de Vía Labicana. El brazo tenía la posición flexionada como ya había avanzado Miguel Ángel; el brazo se añadió en una restauración realizada entre 1957 y 1960, y dirigida por Filippo Magi, restauración en la que se retiraron todas las piezas añadidas.

## Datación

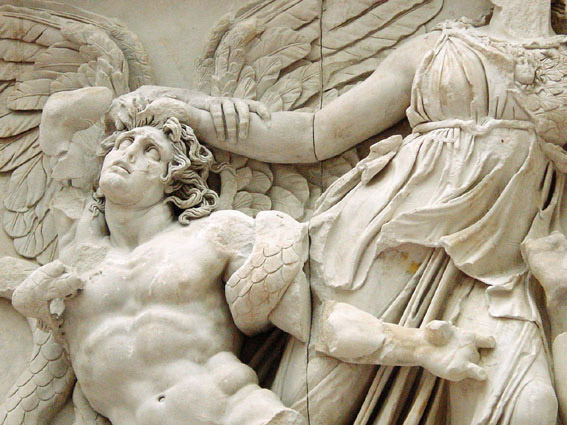
La expresión del rostro de Laocoonte es muy similar a la del gigante que Atenea coge por el pelo en el Altar de Zeus de Pérgamo.

La datación de la obra es controvertida: en principio se fechaba en el siglo I a. C. porque se conservaban firmas pertenecientes a ese siglo de un escultor de Rodas llamado Atenodoro, hijo de Agesandro. Pero en 1954, Gisela M. A. Richter señaló que los nombres de Atenodoro y Agesandro fueron muy corrientes en Rodas durante varias generaciones, y además apreciaba una gran similitud de la obra con un friso que representa la lucha entre dioses y gigantes del altar de Zeus de Pérgamo. Concretamente, la expresión y las características del rostro de Laocoonte son muy similares al gigante que Atenea agarra por el pelo, así como las serpientes tienen equivalentes en el mencionado altar. Por ello lo dató en el mismo periodo que éste, en el siglo II a. C.
Sin embargo, también se aprecian claras diferencias con la escultura de Pérgamo: un rostro de Laocoonte más vibrante que el de los gigantes de Pérgamo, diferencias en la técnica del modelado de la cabellera y un papel poco importante de las ropas del grupo del Laoconte en comparación con el grupo de Pérgamo.
Además, se ha demostrado que, a pesar de que la mayor parte de la escultura se hizo con mármol de Rodas, uno de los bloques usados es mármol de Luni, de origen italiano; este hecho no concuerda con lo descrito por Plinio, que sólo distinguió un bloque de mármol, ni con el hecho de que este mármol no se explotó antes de la época de Augusto. Sin embargo, Tazartes señala que el grupo está hecho con mármol de Frigia.
También se ha sugerido que podría ser una copia o una variante libre romana de un original helenístico en bronce de los siglos III a. C.-II a. C., o de los siglos II-I a. C., o más concretamente, de un bronce realizado en Pérgamo en la segunda mitad del siglo II a. C..

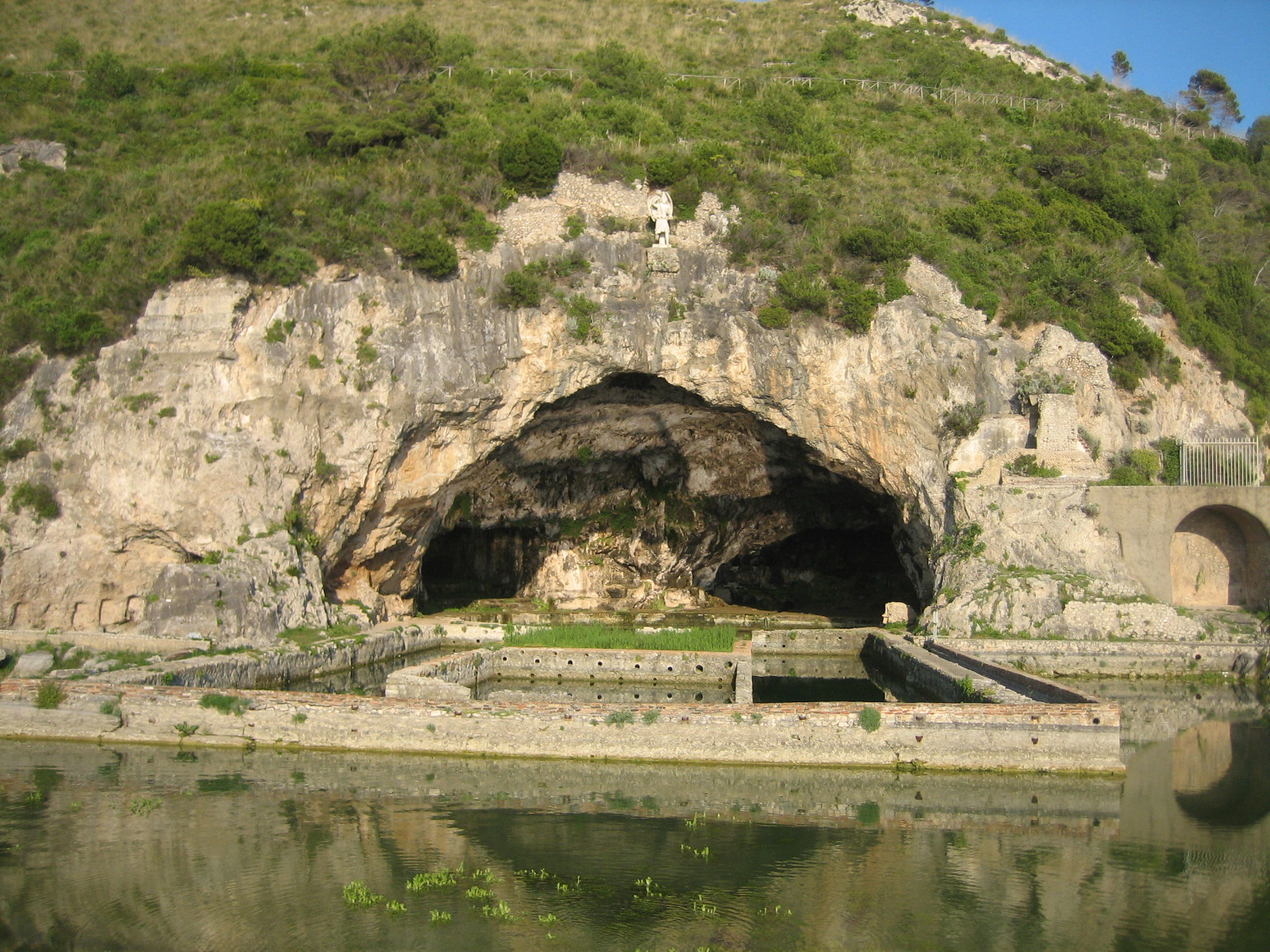
Vista de la gruta de Tiberio en Sperlonga

La datación en el siglo II a. C. no puede mantenerse tras el descubrimiento producido en 1957. En aquel año se encontraron varios fragmentos de otros cinco grupos escultóricos en la llamada gruta de Tiberio, en Sperlonga, en la costa sur del Lacio. Los grupos representan también temas homéricos y fueron llevados a la cueva bien por ricos ciudadanos romanos para evitar su destrucción, posiblemente a manos de los primeros cristianos, o bien fueron tallados expresamente para dicha cueva, habilitada por Tiberio como sala de banquetes. Uno de los grupos, que representa el tema de Ulises cegando a Polifemo lleva la firma de los tres escultores rodios mencionados por Plinio, quien dejó escrito:

Atenodoro, hijo de Agesandro, y Agesandro, hijo de Peonio, y Polidoro, hijo de Polidoro, rodios, lo hicieron.

La inscripción, según la mayoría de los epigrafistas, debe pertenecer al siglo I d. C., por tanto, los autores habrían vivido en ese siglo. Tanto el grupo de Ulises como el de Laocoonte podrían haber sido hechos en ese siglo para un mecenas romano, quien podría haber sido el mismo emperador Tiberio.
En el año 2005 la investigadora estadounidense Lynn Catterson realizó una conferencia donde lanzó la hipótesis de que el grupo escultórico podría ser una falsificación realizada por Miguel Ángel, basada en una serie de datos que la relacionan con él. Sin embargo, esta hipótesis parece ignorar el hallazgo de 1957 en Sperlonga de fragmentos de esculturas realizadas con una técnica similar al Laocoonte y sus hijos.

## Mitología

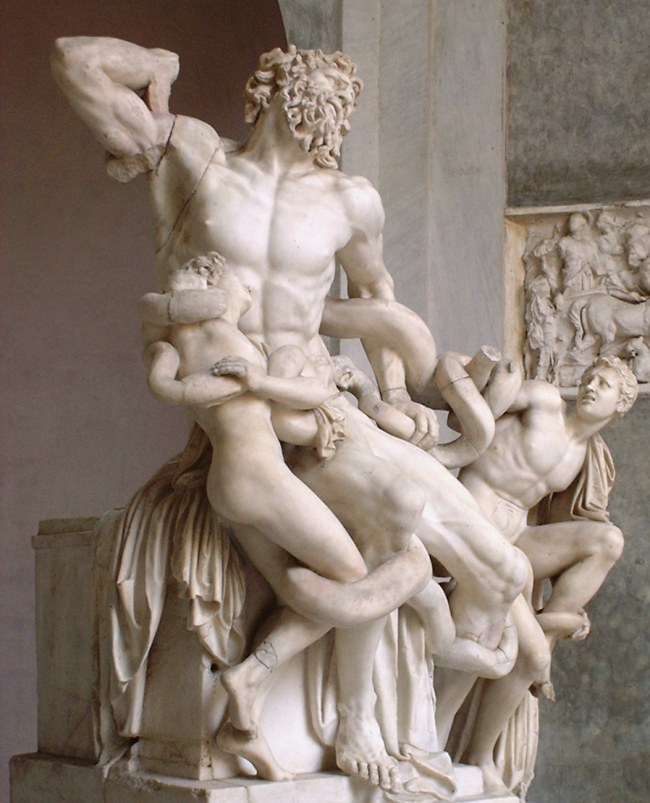
En esta vista se puede observar la mirada pidiendo ayuda del hijo mayor hacia su padre

En los mitos griegos se relata que, durante el asedio de Troya, dos serpientes fueron enviadas por Apolo, Poseidón, o Atenea, y atacaron a Laocoonte, sacerdote troyano de Apolo, y a sus dos hijos. Las versiones que relatan este episodio son numerosas y se discute si el grupo escultórico debió haberse basado en el relato de Virgilio en la Eneida, en el que morían Laocoonte y sus dos hijos, o en una versión anterior narrada en un poema perdido del ciclo troyano, la Iliupersis, donde morían Laocoonte y solo uno de los hijos. La fuente también pudo haber sido una tragedia perdida.
Laocoonte era el sacerdote del templo de Apolo Timbreo en Troya y, al igual que Casandra, advirtió a los troyanos que si dejaban entrar en la ciudad al Caballo de Troya caerían en una trampa tendida por los griegos aqueos:

¡Necios, no os fieis de los griegos ni siquiera cuando os traigan regalos!
Virgilio, Eneida

Laocoonte llegó a arrojar una lanza que se clavó en el caballo de madera, pero cuando los troyanos estaban a punto de destruir el caballo, los soldados troyanos trajeron a Sinón, quien con las mentiras ideadas por Odiseo logró convencer a Príamo de que se trataba de una imagen sagrada de Atenea. Laocoonte, para tratar de impedir que entraran el caballo en la ciudad exclamó:

Ésas son mentiras —gritó Laocoonte— y parecen inventadas por Odiseo. ¡No le creas Príamo! [...] Te ruego, señor, que me permitas sacrificar un toro a Poseidón. Cuando vuelva espero ver este caballo de madera reducido a cenizas.
Graves, Los mitos griegos

Cuando Laocoonte se disponía a sacrificar el toro a Poseidón, dos serpientes marinas, llamadas Porces y Caribea, o Curisia, o Peribea, llegaron desde Ténedos y las Calidnes; salieron del mar y atacaron a los hijos mellizos de Laocoonte, llamados Antifante y Timbreo o Melanto, enroscándose alrededor de sus cuerpos; Laocoonte intentó salvarlos, pero sufrió la misma suerte. La tradición de Virgilio muestra las serpientes como un castigo divino por haber intentado destruir el caballo. Los troyanos interpretaron el episodio como una muestra de que el caballo era un objeto sagrado y de que Sinón había dicho la verdad. Virgilio, en el libro II de la Eneida, relata así el ataque de las serpientes:

Ellas, con marcha firme, se lanzan hacia Laocoonte; primero se enroscan en los tiernos cuerpos de sus dos hijos, y rasgan a dentelladas sus miserables miembros; luego arrebatan al padre que, esgrimiendo un dardo, iba en auxilio de ellos, y lo sujetan con sus enormes anillos: ya ceñidas con dos vueltas alrededor de su cuerpo, y dos veces rodeado al cuello el escamoso lomo, todavía exceden por encima sus cabezas y sus erguidas cervices. Pugna con ambas manos Laocoonte por desatar aquellos nudos, mientras chorrea de sus vendas baba y negro veneno, y al propio tiempo eleva hasta los astros espantables clamores...
Virgilio, Eneida

Hay otra versión del mito que explica que se trató de un castigo de Apolo porque Laocoonte se había casado con Antiopa y engendrado hijos, consumando el hecho ante la estatua del dios, hecho que constituía un sacrilegio, ya que había realizado voto de celibato. Príamo pensó que la muerte de Laocoonte se trataba de un castigo por haber intentado destruir el caballo, en lugar de por haber faltado al respeto de Apolo. Sin embargo, las diferentes versiones del mito llegan a contar que sólo murió uno de los hijos, o que el mismo Laocoonte llegó a salvarse. También discrepan respecto a si el episodio se produjo en el altar de Poseidón o de Apolo.

## Estudio de la obra

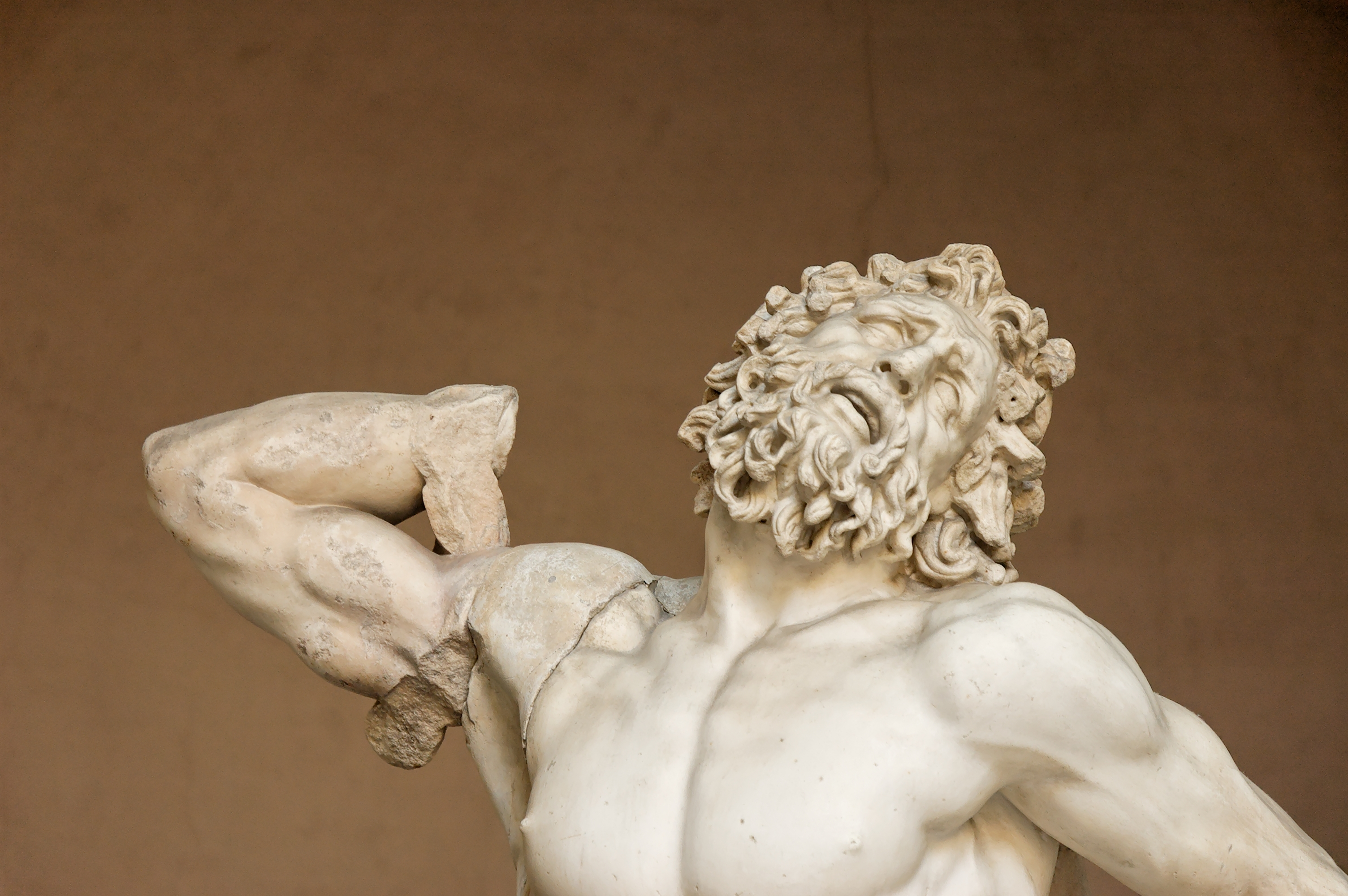
Detalle del rostro de Laocoonte, lleno de dramatismo.

La obra está enmarcada dentro de una composición de figura piramidal, y la mejor posición para su observación es la frontal; la obra representa las emociones humanas en su máxima expresión patética. Es, junto al gran altar de Zeus y Atenea de Pérgamo (180 a. C.-160 a. C.), un ejemplo de la escultura escenográfica helenística de un dramatismo más extremado. Desde el Renacimiento, este grupo es representativo del arte antiguo y de la corriente académica y barroca del arte helenístico.
La expresión de culpabilidad y el gran dramatismo de Laocoonte, que hace contorsiones en dolorosa agonía, son estremecedores. Dentro del grupo, las dos serpientes monstruosas, que se enroscan para matar de acuerdo al castigo impuesto por los dioses, forman parte de la composición visual del grupo, y con sus líneas curvas consigue la unión entre todos los personajes, hecho que ayuda a mostrar la dinámica que se desprende del grupo. Hay una voluntad de exagerar el efecto teatral de la anatomía, más acentuado que el altar de Pérgamo, y se añade el dolor moral de Laocoonte al presenciar la muerte de sus dos hijos.
Autores como Johann Joachim Winckelmann, Johann Wolfgang von Goethe y Gotthold Ephraim Lessing realizaron ensayos sobre el grupo escultórico.
Winckelmann, en la primera edición de su Historia del arte en la antigüedad, de 1764, analiza, entre muchas otras obras, el grupo de Laocoonte, y señala que la figura del hijo más grande tuvo que ser ejecutada por separado.
Describe a Laocoonte como un espectáculo de la naturaleza humana sometida al mayor dolor de que es capaz de soportar. Este dolor hincha sus músculos y pone en tensión sus nervios, pero en su frente se ve la serenidad de su espíritu. Su pecho se eleva para tratar de contener el dolor y a través del vientre comprimido se puede ver el movimiento de sus vísceras. Sus hijos lo miran pidiéndole ayuda y él manifiesta su ternura paternal en su mirada tierna de unos ojos que se dirigen hacia el cielo implorando ayuda de los dioses. La abertura de su boca tiene un movimiento que expresa ataraxia e indignación por la idea de un castigo inmerecido.
Lessing, en su obra de crítica estética de 1766 Laocoonte o sobre los límites en la pintura y poesía, explica que "la escultura y la pintura se hacen con figuras y colores en el espacio" y "la poesía con sonidos articulados en el tiempo".
|  |  |  |

Goethe escribió su artículo Sobre Laocoonte en 1798, donde pone de manifiesto que los artistas han despojado a Laocoonte de su sacerdocio y de sus referencias mitológicas y lo han convertido en un padre normal con dos hijos amenazados por dos animales. Destaca la sensación de movimiento que produce el grupo, que parece cambiar de posición si el espectador abre y cierra los ojos alternativamente.
También elogia el momento elegido por los artistas como de interés máximo: cuando uno de los cuerpos está tan aprisionado que se ha quedado indefenso, el segundo es herido y está en condiciones de defenderse y al tercero todavía le queda la esperanza de huir.
El padre está representado en una posición en la que reacciona en el mismo instante en que es mordido en la cadera por una de las serpientes: desplaza el cuerpo hacia el lado opuesto, contrae el vientre, hincha el pecho, echa el hombro hacia delante e inclina la cabeza hacia el lado herido. Los pies están inmovilizados y los brazos en posición de lucha, ofreciendo una gran resistencia que sin embargo no parece ser efectiva. Se trata de un hombre fuerte, pero que por su edad no se halla en su plenitud de fuerzas y por tanto no es muy capaz de soportar el dolor.
El hijo de menor tamaño, totalmente aprisionado, hace esfuerzos sin éxito para tratar de liberarse y aliviar su mal. El hijo de mayor tamaño apenas está levemente aprisionado por un pie y se horroriza y grita ante los movimientos de su padre. Pero él todavía tiene la oportunidad de liberarse y huir.

## Reproducciones
Existe una reproducción en escayola desarrollada en los Museos Vaticanos en 1934, y actualmente situada en el museo de reproducciones artísticas de Bilbao.

## Influencia posterior
La obra ya tuvo gran influencia en la época de su descubrimiento debido a su grado de perfección. Los artistas del Renacimiento se vieron altamente influidos. Así, Miguel Ángel se inspiró en ella para realizar varias de sus obras, como algunas de las figuras del techo de la capilla Sixtina, particularmente la postura de Amán en la pareja Ester y Amán y La Serpiente de Bronce, dos de los esclavos realizados en la tumba de Julio II, y en los esbozos de La batalla de Cascina. Juan de Bolonia se inspiró en ella para su grupo escultórico El rapto de la Sabina (1581-1583). En El Parnaso, pintura de Rafael, también se advierte la similitud con la cabeza de Laocoonte en la figura que representa a Homero. Tiziano, Rubens, El Greco, William Blake y Max Ernst realizaron interpretaciones del grupo escultórico.

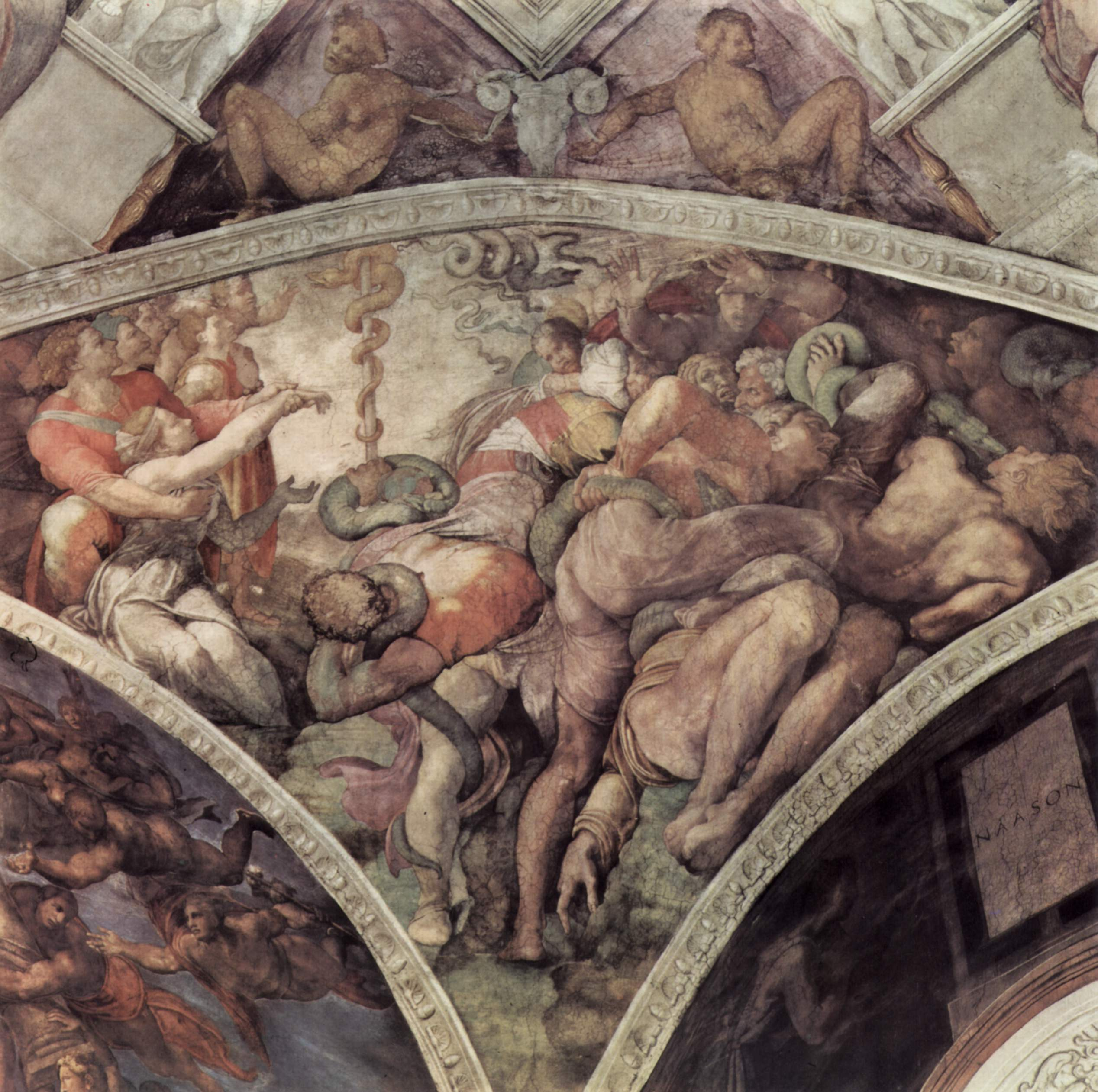
La serpiente de bronce, obra de Miguel Ángel en bóveda de la capilla Sixtina.
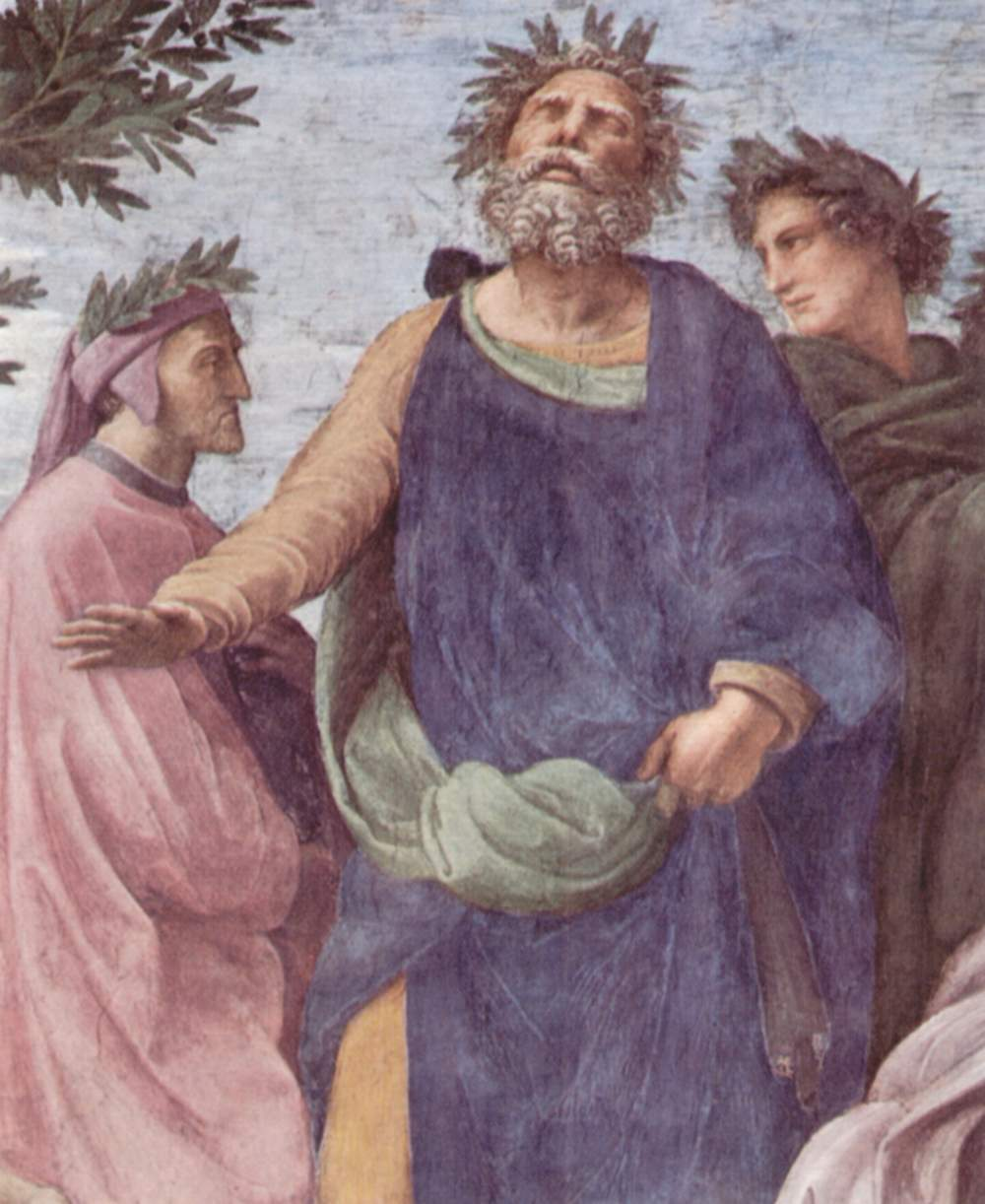
En el centro la representación de Homero por Rafael donde se ve su similitud con la cabeza de Laocoonte.
El mito troyano de Laocoonte por El Greco. La escena se vuelve a interpretar de forma casi surrealista en los alrededores de Toledo, con la luz que emana de la desnudez de los cuerpos enigmáticos.[16]

En un álbum de Astérix Los laureles del César (página 16), aparece un esclavo haciendo el posado de Laocoonte con unas cuerdas simulando las serpientes.
Ha sido fuente de inspiración en la historia del arte de Alemania, en escritores de mediados del siglo XVIII como Winckelmann, Lessing, Goethe, Herder, Novalis y Arthur Schopenhauer. Cada uno de ellos comenta la escultura y sus reflexiones estéticas.